# Basketbal op de Olympische Zomerspelen 1984

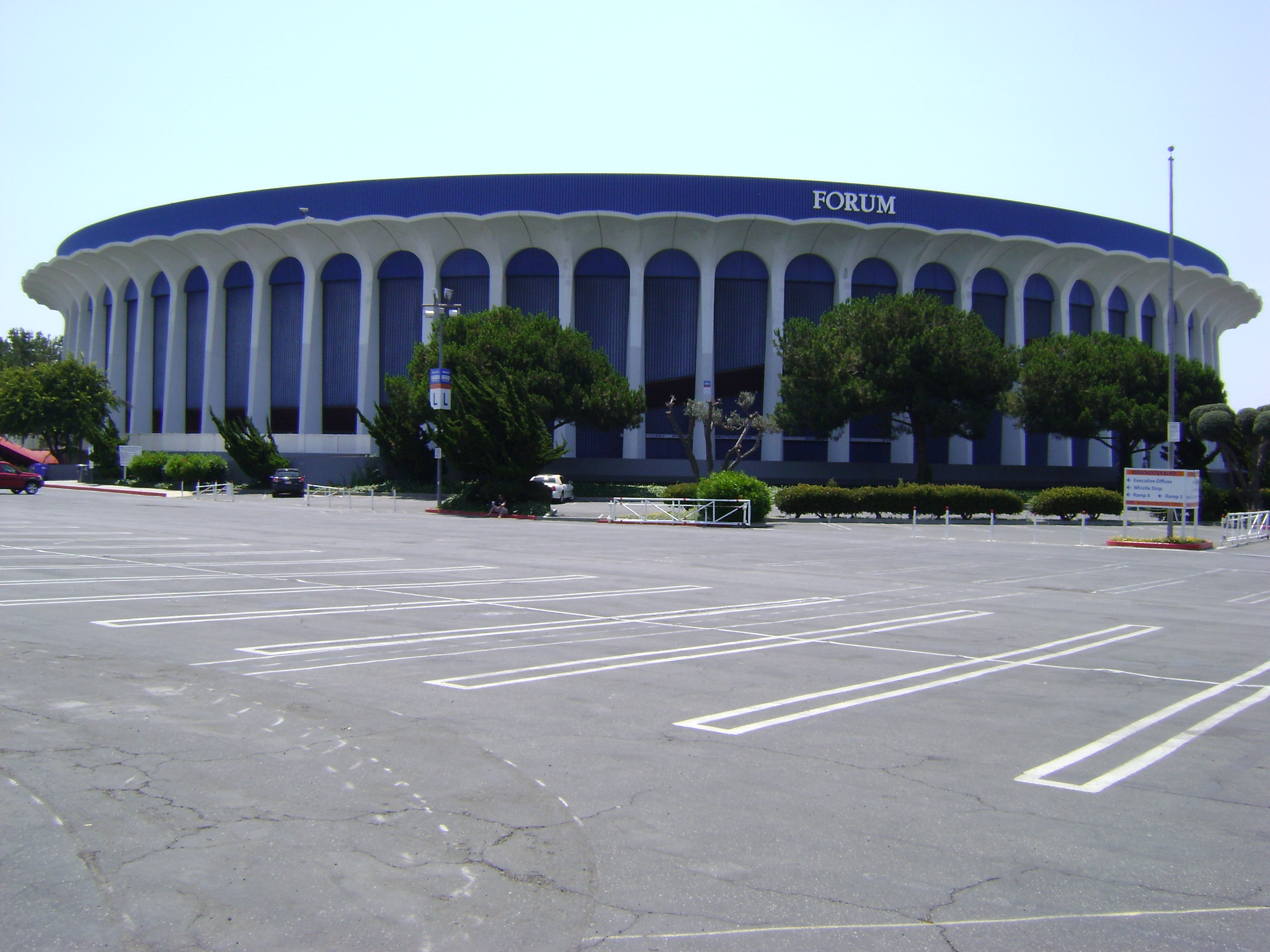
The Forum

Basketbal is een van de sporten die beoefend werden tijdens de Olympische Zomerspelen 1984 in Los Angeles.

## Mannen

### Voorronde

#### Groep A
| Datum      | Land                     | Score    | Land                     |
| ---------- | ------------------------ | -------- | ------------------------ |
| 29 juli    | Italië                   | 110 - 62 | Egypte                   |
| 29 juli    | Joegoslavië              | 96 - 83  | Bondsrepubliek Duitsland |
| 29 juli    | Australië                | 76 - 72  | Brazilië                 |
| 30 juli    | Italië                   | 80 - 72  | Bondsrepubliek Duitsland |
| 30 juli    | Egypte                   | 82 - 91  | Brazilië                 |
| 30 juli    | Joegoslavië              | 94 - 64  | Australië                |
| 1 augustus | Bondsrepubliek Duitsland | 66 - 67  | Australië                |
| 1 augustus | Egypte                   | 69 - 100 | Joegoslavië              |
| 1 augustus | Italië                   | 89 - 78  | Brazilië                 |
| 2 augustus | Bondsrepubliek Duitsland | 85 - 58  | Egypte                   |
| 2 augustus | Brazilië                 | 85 - 98  | Joegoslavië              |
| 2 augustus | Italië                   | 93 - 82  | Australië                |
| 4 augustus | Australië                | 94 - 78  | Egypte                   |
| 4 augustus | Brazilië                 | 75 - 78  | Bondsrepubliek Duitsland |
| 4 augustus | Italië                   | 65 - 69  | Joegoslavië              |

| Groep A |                          |             |             |             |            |            |            |        |
| #       | Land                     | Wedstrijden | Wedstrijden | Wedstrijden | Doelpunten | Doelpunten | Doelpunten | Punten |
| #       | Land                     | G           | W           | V           | V          | T          | Saldo      | Punten |
| 1       | Italië                   | 5           | 5           | 0           | 457        | 366        | 91         | 10     |
| 2       | Joegoslavië              | 5           | 4           | 1           | 437        | 363        | 74         | 9      |
| 3       | Australië                | 5           | 3           | 2           | 383        | 403        | -20        | 8      |
| 4       | Bondsrepubliek Duitsland | 5           | 2           | 3           | 384        | 376        | 8          | 7      |
| 5       | Brazilië                 | 5           | 1           | 4           | 401        | 423        | -22        | 6      |
| 6       | Egypte                   | 5           | 0           | 5           | 349        | 480        | -131       | 5      |

#### Groep B
| Datum      | Land             | Score    | Land      |
| ---------- | ---------------- | -------- | --------- |
| 29 juli    | Uruguay          | 91 - 87  | Frankrijk |
| 29 juli    | Verenigde Staten | 97 - 49  | China     |
| 29 juli    | Spanje           | 83 - 82  | Canada    |
| 31 juli    | China            | 85 - 83  | Frankrijk |
| 31 juli    | Verenigde Staten | 89 - 68  | Canada    |
| 31 juli    | Spanje           | 90 - 107 | Uruguay   |
| 1 augustus | China            | 80 - 121 | Canada    |
| 1 augustus | Verenigde Staten | 104 - 68 | Uruguay   |
| 1 augustus | Frankrijk        | 82 - 97  | Spanje    |
| 3 augustus | China            | 83 - 102 | Spanje    |
| 3 augustus | Verenigde Staten | 120 - 62 | Frankrijk |
| 3 augustus | Canada           | 95 - 80  | Uruguay   |
| 4 augustus | Verenigde Staten | 101 - 68 | Spanje    |
| 4 augustus | Canada           | 96 - 69  | Frankrijk |
| 4 augustus | China            | 67 - 74  | Uruguay   |

| Groep B |                  |             |             |             |            |            |            |        |
| #       | Land             | Wedstrijden | Wedstrijden | Wedstrijden | Doelpunten | Doelpunten | Doelpunten | Punten |
| #       | Land             | G           | W           | V           | V          | T          | Saldo      | Punten |
| 1       | Verenigde Staten | 5           | 5           | 0           | 511        | 315        | 196        | 10     |
| 2       | Spanje           | 5           | 4           | 1           | 457        | 438        | 19         | 9      |
| 3       | Canada           | 5           | 3           | 2           | 462        | 401        | 61         | 8      |
| 4       | Uruguay          | 5           | 2           | 3           | 403        | 460        | -57        | 7      |
| 5       | China            | 5           | 1           | 4           | 364        | 477        | -113       | 6      |
| 6       | Frankrijk        | 5           | 0           | 5           | 383        | 489        | -106       | 5      |

### Kwartfinales
| Datum      | Land             | Score    | Land                     |
| ---------- | ---------------- | -------- | ------------------------ |
| 6 augustus | Italië           | 72 - 78  | Canada                   |
| 6 augustus | Joegoslavië      | 110 - 82 | Uruguay                  |
| 6 augustus | Spanje           | 101 - 93 | Australië                |
| 6 augustus | Verenigde Staten | 78 - 67  | Bondsrepubliek Duitsland |

### Plaatsingsronde

#### 9e t/m 12e plaats
| Datum      | Land     | Score    | Land      |
| ---------- | -------- | -------- | --------- |
| 5 augustus | Brazilië | 100 - 86 | Frankrijk |
| 5 augustus | China    | 76 - 73  | Egypte    |

#### 5e t/m 8e plaats
| Datum      | Land    | Score    | Land                     |
| ---------- | ------- | -------- | ------------------------ |
| 8 augustus | Uruguay | 101 - 95 | Australië                |
| 8 augustus | Italië  | 98 - 71  | Bondsrepubliek Duitsland |

#### 11e en 12e plaats
| Datum      | Land      | Score    | Land   |
| ---------- | --------- | -------- | ------ |
| 9 augustus | Frankrijk | 102 - 78 | Egypte |

#### 9e en 10e plaats
| Datum      | Land     | Score   | Land  |
| ---------- | -------- | ------- | ----- |
| 9 augustus | Brazilië | 86 - 76 | China |

#### 7e en 8e plaats
| Datum       | Land      | Score   | Land                     |
| ----------- | --------- | ------- | ------------------------ |
| 10 augustus | Australië | 86 - 78 | Bondsrepubliek Duitsland |

#### 5e en 6e plaats
| Datum       | Land    | Score     | Land   |
| ----------- | ------- | --------- | ------ |
| 10 augustus | Uruguay | 102 - 111 | Italië |

### Halve Finales
| Datum      | Land             | Score   | Land   |
| ---------- | ---------------- | ------- | ------ |
| 8 augustus | Joegoslavië      | 61 - 74 | Spanje |
| 8 augustus | Verenigde Staten | 78 - 59 | Canada |

### Bronzen Finale
| Datum      | Land        | Score   | Land   |
| ---------- | ----------- | ------- | ------ |
| 9 augustus | Joegoslavië | 88 - 82 | Canada |

### Finale
| Datum       | Land   | Score   | Land             |
| ----------- | ------ | ------- | ---------------- |
| 10 augustus | Spanje | 65 - 96 | Verenigde Staten |

### Eindrangschikking
| Goud | Zilver | Brons | 4 |
| Verenigde Staten Steve Alford Leon Wood Patrick Ewing Vern Fleming Alvin Robertson Michael Jordan Joe Kleine Jon Koncak Wayman Tisdale Chris Mullin Sam Perkins Jeff Turner                               | Spanje José Manuel Beirán José Luis Llorente Fernando Arcega José María Margall Andrés Jiménez Fernando Romay Fernando Martín Juan Antonio Corbalán Ignacio Solozábal Juan Domingo de la Cruz Juan Manuel López Iturriaga Juan Antonio San Epifanio | Joegoslavië Dražen Petrović Aleksandar Petrović Rajko Žižić Andro Knego Nebojša Zorkić Ivan Sunara Sabit Hadžić Dražen Dalipagić Emir Mutapčić Ratko Radovanović Mihovil Nakić Branko Vukičević           | Canada Howard Kelsey Tony Simms Eli Pasquale Karl Tilleman Gerald Kazanowski Jay Triano John Hatch Gord Herbert Bill Wennington Romel Raffin Greg Wiltjer Dan Meagher                                                           |
| 5 | 6 | 7 | 8 |
| Italië Carlo Caglieris Roberto Premier Marco Bonamico Enrico Gilardi Walter Magnifico Roberto Brunamonti Renato Villalta Dino Meneghin Antonello Riva Renzo Vecchiato Pierluigi Marzorati Romeo Sacchetti | Uruguay Víctor Frattini Luis Larrosa Horacio López Juan Mignone Hebert Núñez Walter Pagani Carlos Peinado Julio Pereyra Luis Pierri Wilfredo Ruiz Alvaro Tito Horacio Perdomo                                                                       | Australië Phil Smyth Andrew Campbell Damian Keogh Larry Sengstock Mark Dalton Wayne Carroll Mel Dalgleish Andrew Gaze Ian Davies Danny Morseu Brad Dalton Ray Borner                                      | Bondsrepubliek Duitsland Christoph Körner Vladimir Kadlec Uwe Brauer Uwe Sauer Ulrich Peters Klaus Zander Michael Pappert Armin Sowa Detlef Schrempf Uwe Blab Ingo Mendel Christian Welp                                        |
| 9 | 10 | 11 | 12 |
| Brazilië Nilo Guimarães Sílvio Malvezi Gerson Victalino Milton Setrini Júnior Cadum Marquinhos Eduardo Galvão Marcel Ponikwar Adilson Nascimento Marcelo Vido Oscar Schmidt Israel Machado                | China Wang Haibo Lu Jinqing Huang Yunlong Guo Yonglin Kuang Lubin Ji Zhaoguang Li Yaguang Sun Fengwu Wang Libin Liu Jianli Hu Zhangbao Zhang Bin | Frankrijk Gregor Beugnot Jean-Michel Sénégal Richard Dacoury Jacques Monclar Philippe Szanyiel Stéphane Ostrowski Jean-Luc Deganis Hervé Dubuisson Patrick Cham Bangaly Kaba Eric Beugnot Georges Vestris | Egypte Khaled Bekhit Mohamed Essam Khaled Alain-Pierre Attallah Mohamed Sayed Soliman Abdelkader Rabieh Amir Abdelmaguid Abdelhadi Ahmed el-Gazzar Amin Shouman Medhat Warda Tarek el-Sabbagh Ahmed Marei Essameldin Aboulenein |

## Vrouwen

### Voorronde
| Datum      | Land             | Score   | Land             |
| ---------- | ---------------- | ------- | ---------------- |
| 30 juli    | Joegoslavië      | 55 - 83 | Verenigde Staten |
| 30 juli    | Australië        | 64 - 67 | China            |
| 30 juli    | Zuid-Korea       | 67 - 62 | Canada           |
| 31 juli    | Australië        | 47 - 81 | Verenigde Staten |
| 31 juli    | Joegoslavië      | 52 - 55 | Zuid-Korea       |
| 31 juli    | China            | 61 - 66 | Canada           |
| 2 augustus | Australië        | 46 - 56 | Canada           |
| 2 augustus | Verenigde Staten | 84 - 47 | Zuid-Korea       |
| 2 augustus | China            | 79 - 58 | Joegoslavië      |
| 3 augustus | Australië        | 48 - 54 | Zuid-Korea       |
| 3 augustus | Canada           | 68 - 69 | Joegoslavië      |
| 3 augustus | China            | 55 - 91 | Verenigde Staten |
| 5 augustus | Zuid-Korea       | 69 - 56 | China            |
| 5 augustus | Canada           | 61 - 92 | Verenigde Staten |
| 5 augustus | Australië        | 62 - 59 | Joegoslavië      |

| Voorronde |                  |             |             |             |            |            |            |        |
| #         | Land             | Wedstrijden | Wedstrijden | Wedstrijden | Doelpunten | Doelpunten | Doelpunten | Punten |
| #         | Land             | G           | W           | V           | V          | T          | Saldo      | Punten |
| 1         | Verenigde Staten | 5           | 5           | 0           | 431        | 265        | 166        | 10     |
| 2         | Zuid-Korea       | 5           | 4           | 1           | 292        | 302        | -10        | 9      |
| 3         | Canada           | 5           | 2           | 3           | 313        | 335        | -22        | 7      |
| 4         | China            | 5           | 2           | 3           | 318        | 348        | -30        | 7      |
| 5         | Joegoslavië      | 5           | 1           | 4           | 293        | 347        | -54        | 6      |
| 6         | Australië        | 5           | 1           | 4           | 267        | 317        | -50        | 6      |

### Bronzen Finale
| Datum      | Land  | Score   | Land   |
| ---------- | ----- | ------- | ------ |
| 7 augustus | China | 63 - 57 | Canada |

### Finale
| Datum      | Land             | Score   | Land       |
| ---------- | ---------------- | ------- | ---------- |
| 7 augustus | Verenigde Staten | 85 - 55 | Zuid-Korea |

### Eindrangschikking
| Goud | Zilver | Brons |
| Verenigde Staten Teresa Edwards Lea Henry Lynette Woodard Anne Donovan Cathy Boswell Cheryl Miller Janice Lawrence Cindy Noble Kim Mulkey Denise Curry Pamela McGee Carol Menken-Schaudt | Zuid-Korea Park Yang-gae Kim Eun-sook Lee Hyung-sook Choi Kyung-hee Lee Mi-ja Moon Kyung-ja Kim Hwa-soon Jeong Myung-hee Kim Young-hee Sung Jung-a Park Chan-sook Choi Aei-young   | China Chen Yuefang Li Xiaoqin Ba Yan Song Xiaobo Qiu Chen Wang Jun Xiu Lijuan Zheng Haixia Cong Xuedi Zhang Hui Liu Qing Zhang Yueqin                                                                         |
| 4 | 5 | 6 |
| Canada Lynn Polson Tracie McAra Anna Pendergast Debbie Huband Carol Jane Sealey Alison Lang Bev Smith Sylvia Sweeney Candi Clarkson-Lohr Toni Kordic Andrea Blackwell Misty Thomas       | Australië Robyn Maher Bronwyn Marshall Jenny Cheesman Patricia Cockrem Donna Quinn Patricia Mickan Julie Nykiel Kathryn Foster Marina Moffa Karen Dalton Wendy Laidlaw Susanna Geh | Joegoslavië Sanja Ožegović Slavica Šuka Jelica Komnenović Zagorka Počeković Stojna Vangelovska Slavica Pecikoza Slađana Golić Polona Dornik Biljana Majstorović Jasmina Perazić Cvetana Dekleva Marija Uzelac |

## Medaillespiegel
| Plaats | Land             | NOC    | Goud | Zilver | Brons | Totaal |
| ------ | ---------------- | ------ | ---- | ------ | ----- | ------ |
| 1      | Verenigde Staten | USA    | 2    | 0      | 0     | 2      |
| 2      | Spanje           | ESP    | 0    | 1      | 0     | 1      |
| 2      | Zuid-Korea       | KOR    | 0    | 1      | 0     | 1      |
| 4      | China            | CHN    | 0    | 0      | 1     | 1      |
| 4      | Joegoslavië      | YUG    | 0    | 0      | 1     | 1      |
| Totaal | Totaal           | Totaal | 2    | 2      | 2     | 6      |

St. Louis 1904 · Berlijn 1936 · Londen 1948 · Helsinki 1952 · Melbourne 1956 · Rome 1960 · Tokio 1964 · Mexico-Stad 1968 · München 1972 · Montréal 1976 · Moskou 1980 · Los Angeles 1984 · Seoel 1988 · Barcelona 1992 · Atlanta 1996 · Sydney 2000 · Athene 2004 · Peking 2008 · Londen 2012 · Rio de Janeiro 2016 · Tokio 2020 · Parijs 2024 · Los Angeles 2028
Medaillewinnaars 
Atletiek · Basketbal · Boksen · Boogschieten · Gewichtheffen · Gymnastiek · Handbal · Hockey · Honkbal (demonstratie) · Judo · Kanovaren · Moderne vijfkamp · Paardensport · Roeien · Schermen · Schietsport · Schoonspringen · Synchroonzwemmen · Tennis (demonstratie) · Voetbal · Volleybal · Waterpolo · Wielersport · Worstelen · Zeilen · Zwemmen